# 小川久義
小川 久義（おがわ ひさよし、1900年（明治33年）4月13日 - 1954年（昭和29年）5月25日）は、日本の政治家、参議院議員（2期）

## 経歴
富山県上新川郡針原村小西（現・富山市）の農家に生まれる。新庄尋常高等小学校（現・富山市立新庄小学校）を卒業。農業のかたわら地元の青年団や農業会のリーダーとなる。青年団時代は短距離走の選手として鳴らし、農業会では早くから針原村農業会長を務める。
1946年（昭和21年）春、推されて県農業会の副会長に就任。
1945年12月に結成されたばかりの日本農本党の幹事長に選ばれ、農業会を中心に政治活動を行う。また農業団体の再編成が行われたのに伴い，県農協連絡協議会会長となる。
1947年4月に実施された第1回参議院議員通常選挙では富山県地方区から立候補して当選し、任期3年の議員となる。
任期切れとなる1950年の時点では国民民主党に所属していたが、第2回参議院議員通常選挙では富山県地方区を辞退の上、全国区に変更して無所属で立候補、任期6年議員の補充枠（任期3年）で当選した。
議員生活6年の間、国民協同党・緑風会・民主党・国民民主党・自由党などに属し、内閣・農林・議運の各委員，選挙法改正特別委員会委員長を務め、積雪寒冷単作地帯振興委員会委員としても活動した。
1953年の第3回参議院議員通常選挙にも自由党から全国区で立候補したが落選した。
富山県自家用自動車組合理事長も務めた。
病気により、議員退任翌年に54歳で死去。死没日をもって勲四等瑞宝章追贈、従六位に叙される。